# Vaughan
Vaughan – miasto (ang. city) w Kanadzie, w prowincji Ontario, w regionie York.
Liczba mieszkańców Vaughan wynosi 238 866. Język angielski jest językiem ojczystym dla 45,7%, francuski dla 0,7% mieszkańców (2006).

## Współpraca
- Sora, Włochy
- Ramla, Izrael
- Sanjō, Japonia
- Yangzhou, Chińska Republika Ludowa
- Baguio, Filipiny
- Delia, Włochy
- Lanciano, Włochy